# Katyna (obwód lwowski)
Katyna (ukr. Катина) – wieś w rejonie samborskim (wcześniej w rejonie starosamborskim) obwodu lwowskiego Ukrainy. Miejscowość liczy około 409 mieszkańców. Katyna leży nad potokiem Moczar. Podlega starzawskiej silskiej radzie.
Wieś starostwa przemyskiego w drugiej połowie XVI wieku, położona była na przełomie XVI i XVII wieku w ziemi przemyskiej województwa ruskiego.
Przed wojną dzieliła się na dwie części o nazwach Katyna Rustykalna (północna część miejscowości) i Katyna Szlachecka (południowa część miejscowości). W 1921 liczyła około 303 (Katyna Rustykalna) i 264 (Katyna Szlachecka) mieszkańców. W II Rzeczypospolitej w powiecie dobromilskim.

## Ważniejsze obiekty
- Cerkiew greckokatolicka (w Katynie Szlacheckiej)